# Mortal Kombat 3
Mortal Kombat 3 è un videogioco della categoria picchiaduro prodotto da Midway Games nel 1995. Introduce nella serie alcuni cambiamenti profondi rispetto ai capitoli precedenti, primo fra tutti la rimozione di alcuni personaggi storici, come Scorpion.
Già convertito sulla maggior parte delle piattaforme casalinghe (Sony Playstation, Super Nintendo, Sega Mega Drive/Genesis, MS-DOS, Sega Master System, Sega Game Gear e Nintendo Game Boy), è in seguito stato ripubblicato per Sega Saturn, Super Nintendo e Mega Drive/Genesis, oltre a successive riedizioni su piattaforme più moderne, nella versione dal titolo Ultimate Mortal Kombat 3, in cui compaiono ulteriori personaggi e arene.

## Trama
Dopo essere stato battuto nel Mortal Kombat ancora una volta, il malvagio Shao Kahn escogita un piano per invadere la Terra sotto gli occhi degli dei antichi. Attraverso l'aiuto di Shang Tsung resuscita sulla Terra la regina Sindel, morta in giovane età: questa mossa gli permette di oltrepassare i confini dimensionali per reclamare la sua consorte.
Ma come conseguenza di questa azione la Terra si trasforma in una vera e propria estensione dell'Outworld e miliardi di persone muoiono all'istante mentre le loro anime vengono rubate dallo stregone Shang Tsung. Solo alcuni sopravvivono, grazie anche alla protezione concessa loro da Raiden. Ma egli non può intervenire nel combattimento poiché i suoi poteri sono annullati dall'influsso dell'Outworld sulla Terra. Shao Kahn a questo punto spedisce sul pianeta le sue squadre di sterminio per trovare ed uccidere i sopravvissuti prima di autoproclamarsi imperatore della Terra, così come fece nell'Outworld millenni fa.

## Modalità di gioco
Il gameplay viene cambiato profondamente rispetto ai precedenti Mortal Kombat attraverso l'introduzione di combo concatenate e il pulsante "corsa" che permette di far correre il personaggio per un periodo di tempo limitato. Vengono introdotte inoltre per la prima volta le "Animality", mosse finali simili alle Fatality, in cui il personaggio si trasforma in un animale e uccide l'avversario in modo cruento e le mosse finali dette "Mercy" in cui è possibile far tornare a combattere un avversario sconfitto che attende di essere ucciso. 

## Personaggi

### Nuovi
- Cyrax - Ninja del clan Lin-Kuei, ora trasformato e potenziato in Cyborg; il suo obiettivo è uccidere il traditore Sub-Zero. Come armi utilizza alcune bombe e una lama rotante.
- Sektor - Compagno di Cyrax: è un altro ninja del clan Lin-Kuei tramutato in Robot. Le sue armi principali sono un lanciafiamme e un arsenale di missili.
- Kabal - Ex-membro del Dragone Nero di Kano, sopravvissuto alle armate dell'Outworld è rimasto sfigurato e vaga ora come nomade errante in cerca di vendetta: successivamente si unirà alle forze del bene per respingere l'esercito di Shao Kahn. Possiede una velocità sovraumana e combatte con un paio di lame.
- Nightwolf - Sciamano che protegge la sua terra sacra dall'invasione dell'Outworld. Usa un come arma un paio di asce e combatte con diversi poteri ancestrali.
- Sheeva - Guerriera della razza Shokan come Goro e Kintaro: è la guardia del corpo di Sindel.
- Sindel - Moglie di Shao Kahn originaria di Edenie, regina dell'Outworld e madre naturale di Kitana. Shang Tasung l'ha resuscitata sulla Terra sotto controllo mentale, per dare a Shao Kahn la giustificazione per invaderla legalmente.
- Kurtis Stryker - è un membro delle forze speciali sopravvissuto allo sterminio: si unisce ai guerrieri della Terra.
- Motaro: boss di fine livello prima di Shao Kahn, è un potente centauro capace di teletrasportarsi.

### Classici
- Jax - Membro delle forze speciali e compagno di squadra di Sonya Blade; armato ora con due braccia bioniche.
- Liu Kang - Campione del Mortal Kombat e monaco shaolin.
- Kano - Membro del clan del Dragone Nero, braccato da Sonya Blade e Jax, combatte per Shao Kahn.
- Sub-Zero - Ex ninja del Lin-Kuei, in fuga per evitare la cattura da parte dei tre ninja cyborg, pur credendo che sia rimasto un che di umano nell'amico Smoke. È il fratello del Sub-Zero del primo capitolo. In questo gioco non presenta le sembianze del fratello, come in Mortal Kombat II, ma è senza maschera e ha una grossa cicatrice sul volto.
- Sonya Blade - Tenente delle Forze Speciali; insieme a Jax deve difendere la Terra e catturare il suo arcinemico Kano.
- Shang Tsung - Capo Stregone di Shao Kahn, ora è ancora più giovane e forte. Responsabile della resurrezione di Sindel.
- Kung Lao - amico di Liu Kang e monaco shaolin appartenente alla Società segreta del Loto Bianco.
- Shao Kahn - Imperatore dell'Outworld, determinato ad annettere il Regno della Terra al suo dominio.

È il primo titolo della serie dove è possibile giocare con uno dei personaggi segreti e dove quest'ultimo ha mosse speciali proprie. In questo episodio c'è un solo personaggio segreto:
- Smoke (in versione ninja robotico) - è l'ultimo cyborg che è stato programmato per uccidere Sub-Zero e quest'ultimo crede che vi sia ancora qualcosa di umano in Smoke.

## Finali
Come per i precedenti giochi della saga, ognuno dei personaggi ha un proprio finale, ma non tutti sono considerabili pienamente canonici.
- Liu Kang: Individuato da Shao Kahn come principale obiettivo dell'invasione, Liu Kang sconfigge facilmente le armate dell'imperatore, ma è l'apparente morte dell'amico Kung Lao, che si rivela solo ferito, a scatenare l'ira del Campione contro Shao Kahn; prima che il portale per il Regno Esterno si chiuda, compare da esso Kitana, che lo ringrazia per aver salvato non solo la Terra, ma anche il suo regno.
- Sonya Blade: Prima affronta Kano in cima a un grattacielo, poi riesce a sconfiggere Shao Kahn; successivamente, quando tutto ritorna alla normalità, riesce a convincere i suoi superiori a creare l'Outer World Investigation Agency, un ente per lo studio degli altri reami e la protezione della Terra da minacce esterne.
- Jax: il soldato sconfigge facilmente Shao Kahn e il suo esercito, dimostrando di essere l'uomo più forte del mondo; insieme a Sonya apre l'Outer World Investigation Agency, per studiare gli altri reami con la scienza, piuttosto che la magia; posto a capo della sezione esplorazioni, dà il via a una spedizione "in un nuovo, misterioso reame".
- Kung-Lao: Costretto a rinunciare al rientro nella Società del Loto Bianco, Kung Lao combatte al fianco di Liu Kang, ma viene gravemente ferito e creduto morto; in realtà si è unito ai suoi antenati, per iniziare una nuova vita senza violenza.
- Kano: Ingannato Shao Kahn, Kano bombarda il suo esercito con un'arma nucleare rubata, per poi sconfiggere tutti i guerrieri della Terra e lo stesso Kahn e rubare le anime che questi aveva a sua volta rubato; incapace di controllare le anime, tuttavia, Kano subisce il loro attacco e muore dolorosamente, inconsapevole di aver salvato quello stesso mondo che voleva conquistare.
- Nightwolf: Dà asilo ai guerrieri nella Terra Sacra della sua gente; sconfitto l'imperatore, può ricongiungersi al suo popolo e ridare loro la terra che i coloni americani hanno sottratto loro tanti anni prima, creando una nazione fiera e potente che diventa la più importante del mondo.
- Kabal: Deciso a vendicarsi contro Kano per il suo tradimento, con la sconfitta di Shao Kahn, dimostra di essere il Prescelto; Kabal decide di lasciarsi il crimine alle spalle e dedicare la vita a combattere l'ingiustizia.
- Sheeva: Mentre guida le truppe di Shao Kahn sulla Terra, apprende che, intanto, nel Regno Esterno l'imperatore sta favorendo la razza dei centauri di Motaro, perseguitando gli shokan per il fallimento di Goro e Kintaro; passa, dunque, dalla parte dei guerrieri della Terra e sconfigge l'imperatore, liberando entrambi i regni e restaurando l'onore degli shokan.
- Sindel: All'improvviso, riesce a ricordare il suo vero passato: lei era regina del Regno di Edenia, moglie di re Jerrod e madre di Kitana, ma il regno era caduto nelle mani di Shao Kahn tramite il Mortal Kombat e l'imperatore aveva usato Sindel per i suoi scopi e cresciuto Kitana come sua figlia; rinsavita, la regina può adesso liberare sia la Terra che Edenia dalla minaccia di Shao Kahn e riunirsi con la figlia.
- Sub-Zero: Riesce a riprogrammare Smoke, facendogli ricordare il suo passato e riportando l'amico dalla sua parte; i due riescono a sconfiggere Cyrax e Sektor e l'ex ninja uccide Shao Kahn; Sub-Zero decide, quindi, di sparire di nuovo e solo Smoke e pochi altri conoscono la sua posizione.
- Cyrax: Riprogrammato da Sub-Zero con l'obiettivo di uccidere Shao Kahn, Cyrax riesce a prendere di sorpresa l'imperatore, che non riesce a percepire il suo corpo cibernetico senz'anima; il robot attende nuovi ordini dal Lin-Kuei, ma questi non arrivano mai, così Cyrax si ritrova a vagare senza meta alla ricerca del quartiere generale.
- Sektor: Il ninja robotico riesce a uccidere Sub-Zero ed è, in seguito, attaccato dalle truppe di Shao Kahn, che sconfigge facilmente; raggiunto il palazzo del Kahn, genera un'esplosione così potente da uccidere l'imperatore e tutto il suo esercito all'istante, riportando la terra alla normalità.
- Kurtis Stryker: Viene spiegato che, mentre tutte le altre anime erano state rubate da Shang Tsung, Stryker era inspiegabilmente sopravvissuto: era, infatti, stato salvato da Raiden, che lo indirizza dagli altri combattenti sopravvissuti; preso alla sprovvista da un combattente insolito quale è il poliziotto, Shao Kahn è presto sconfitto.
- Shang Tsung: Scoperto che il vero obiettivo dell'imperatore era prendere anche la sua anima, dopo che lo stregone gli avrebbe consegnato quella dei terrestri, Shang Tsung si ribella a Shao Kahn e tiene per sé tutte le anime catturate, diventando il padrone della Terra e del Regno Esterno.
- Smoke: Circondato dagli sgherri di Shao Kahn, Smoke è salvato da Sub-Zero, che riesce a fargli ricordare il suo passato; il ninja robotico si ricongiunge, quindi, all'amico, ma è per sempre intrappolato in un corpo cibernetico.